# Каценович, Рафаил Александрович
Рауф-Рафаил Александрович Каценович — советский и узбекский кардиолог и физиотерапевт, доктор медицинских наук, профессор, председатель Узбекского научного общества кардиологов, основатель и первый директор Института Кардиологии МЗ Узбекской ССР, член-корреспондент АН Узбекской ССР, академик АН Узбекистана.

## Биография
Родился 7 ноября 1920 года в Ташкенте, в семье доктора медицинских наук, профессора Александра Львовича Каценовича и Хавер-Ханум Таировой.
В 1945 году окончил Ташкентский Государственный Медицинский институт (ТАШМИ).
В 1945—1951 годах — ординатор и ассистент кафедры терапии ТАШМИ.
В 1951—1952 годах — бортврач санавиации.
В 1952—1953 годах — начальник 1-медсанчасти строительства Главного Туркменского канала.
В 1953—1958 годах — старший научный сотрудник, учёный секретарь Ташкентского НИИ Курортологии и Физиотерапии имени Семашко.
В 1958—1972 годах — заместитель директора Ташкентского НИИ Курортологии и Физиотерапии им. Семашко.
В 1964 году — доктор медицинских наук.
В 1964—1971 годах — заведующий кафедрой курортологии и физиотерапии Ташкентского Института Усовершенствования Врачей.
В 1966 году — профессор.
В 1968 году — Заслуженный деятель науки Узбекской ССР.
С 1972 года — заведующий кафедрой госпитальной терапии Ташкентского медицинского института.

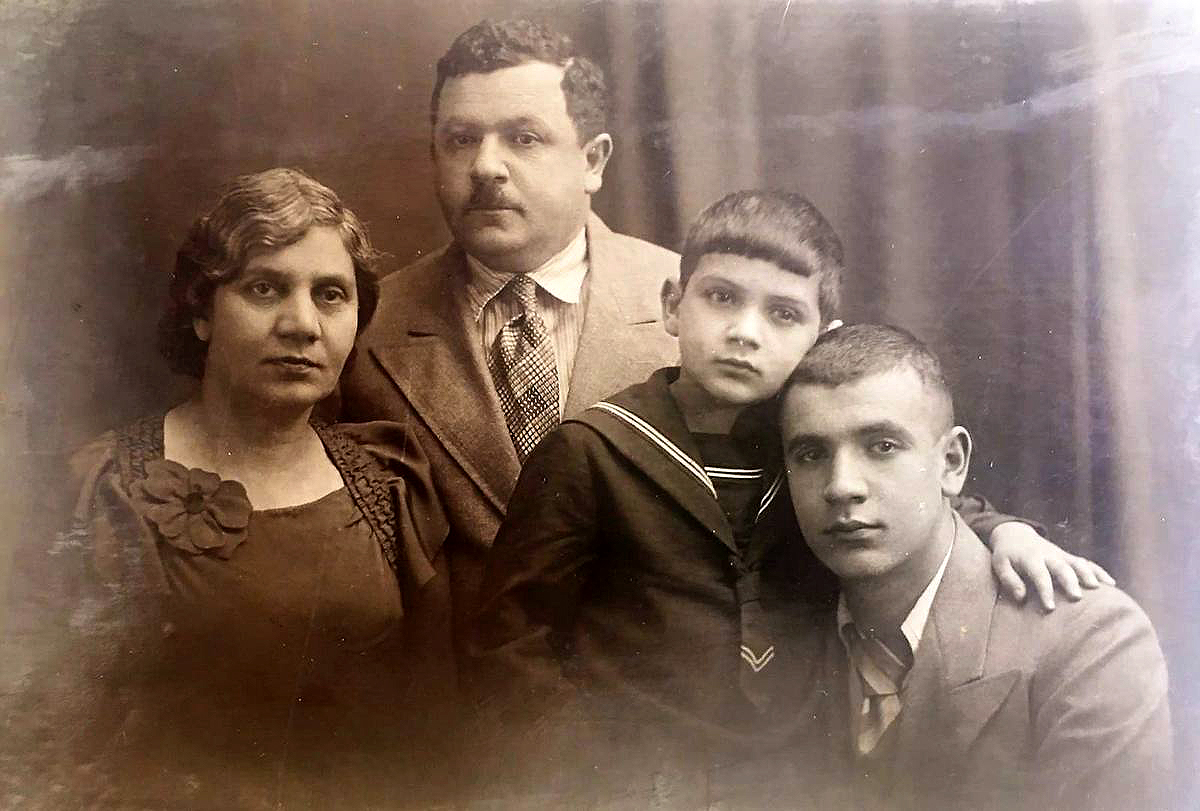
Рафаил Александрович (справа) с родителями и младшим братом

С 1976 года — директор Ташкентского НИИ кардиологии.
В 1979 году — член-корреспондент Академии Наук Узбекской ССР.
В 2000 году — Академик АН Республики Узбекистан.
Автор свыше 100 научных работ.
Основные исследования посвящены особенностям гепатитов в условиях Средней Азии, проблемам физиотерапии и климатотерапии, болезней сердечно-сосудистой системы, легких, почек, и органов пищеварения.
Под его руководством впервые в Средней Азии изучались вопросы эпидемиологии ишемической болезни сердца по программе ВОЗ, детской гипертензии, разрабатывались немедикаментозные методы снижения артериального давления.
Умер 29 октября 2003 года в Майами, штат Флорида, США. Похоронен на Боткинском кладбище в Ташкенте.

## Труды
- Гидроаэроионизация и гидроаэроионотерапия. Ташкент, 1966.
- Поджелудочная железа и физичические факторы. Ташкент, 1976.
- Застойная недостаточность кровообращения Владимир Кукес, Вадим Меньшиков, Иван Сивков, Рафаил Каценович . Медицина, 1978
- Физиотерапия гипертонической болезни Р.-Р. А. Каценович, И. Н. Возовиков. — Ташкент: Медицина, 1979.
- Режим труда и отдыха больных с гипертонической болезнью и ишемической болезнью сердца [Текст] / Р.-Р. А. Каценович, С. З. Костко; Ташкент: Медицина, 1981.
- Тем, кто перенес инфаркт… Ташкент: Медицина, 1985.
- Профилактическая фармакология в кардиологии. М., 1988.
- Актуальные вопросы Кардиологии, Ташкент: Медицина, 1991.